# Unió Centrista
Unió Centrista (UC) és una coalició formada el 1995 pel Centro Democrático y Social (CDS) i altres petits partits centristes d'escassa implantació com el Vèrtex Espanyol de Reivindicació del Desenvolupament Ecològic i de grups liberals, com ara la Unión Progresista Liberal, Foro i el Partit Demòcrata Liberal.
El coordinador general fou Ferran Garcia, i Teresa Gómez Limón presidenta d'UC a Madrid. A les eleccions generals espanyoles de 1996 va obtenir només 44.771 vots (0,18%) i cap escó. Després d'aquest i successius fracassos electorals a les eleccions autonòmiques, el 1998 Rafael Calvo Ortega i Ferran García es retiraren del partit. La coalició passà a anomenar-se UC-CDS, dirigida per Teresa Gómez Limón. A les eleccions generals espanyoles de 2000 presentaren Mario Conde com a candidat, però només va obtenir 23.576 vots. El 2002 la coalició es va dissoldre i tornarà a anomenar-se CDS sota la presidència de Teresa Gómez Limón i amb José Reira de secretari general.